# Farnavaz I.

Území, které Farnavaz I. ovládal

Farnavaz I. (gruzínsky: ფარნავაზი) byl zakladatel a první král království Kartli (jež Řekové a Římané nazývali Království Ibérie), prvního státu na území Gruzie. Historikové se v určení doby jeho vlády rozcházejí, krajními mezemi jsou léta 302 př. n. l. a 219 př. n. l. Byl zakladatelem farnavazské dynastie, která Gruzii (Ibérii) vládla do konce 2. století př. n. l., než ji vystřídala aršakianská dynastie (არშაკიანი).

## Původ a identita
Dle tradice (zaznamenané ve středověkém souboru textů Kartlis Cchovreba - ქართლის ცხოვრება) jeho původ sahal až k biblickému Noemovi. Legenda též praví, že Farnavaz se vzbouřil proti vládci Azonovi, kterého jako správce země dosadil makedonský vojevůdce Alexandr Veliký při svém vpádu na území dnešní Gruzie. Dle mýtu se měl Farnavaz ve snu vidět jako jádro Slunce, načež na lovu našel poklad, za který pak pořídil armádu, jež Azona svrhla. K této verzi nejsou jiné prameny, nicméně je pravděpodobné, že Alexandrův vpád do Kartli (o němž hovoří Plinius starší) s nástupem Farnavaze nějak souvisel, časově se události nejspíše překrývají. Existují dokonce pokusy ztotožnit Farnavaze s Farasmanem (Фαρασμάνης), o němž referuje Arriános v knize Alexandrova anabáze. Arriános ovšem hovoří o králi "Chórezmu", což odpovídá území dnešního Uzbekistánu a Turkmenistánu. Někteří badatelé tvrdí, že mohlo jít o nedorozumění a Arriános nemínil Chórezm, ale gruzínskou provincii Klarjeti (která by se do řečtiny převedla asi jako Cholarzene). Je to ovšem předmětem sporů.
Seleukovskou říší, jež vznikla po rozpadu Alexandrova impéria, byl Farnavaz pravděpodobně již uznáván za krále.

## Vláda
Správu země dle Kartlis Cchovreba rozdělil mezi sedm knížat (eristavi), kteří respektovali jeho vládu (ale možná jde o středověkou reinterpretaci, projektující do starověku středověký sociální systém). Nechal prý postavit chrám k uctění boha Armaziho, hlavního boha starogruzínského pohanství. Armaziho jméno nesla i pevnost, kterou Farnavaz vystavěl. Aby posílil vztahy s kmeny na severu Kavkazu, vzal si za manželku ženu z tohoto okruhu (středověké gruzínské zdroje tento lid nazývají Dzurdukové, možná šlo o Vajnachy).
Dle Kartlis Cchovreba stvořil také gruzínské písmo (užívané dodnes) a jako jediný jazyk v zemi povolil gruzínštinu. Vytvoření písma králem historikové dnes považují za nepravděpodobné, bylo mu nejspíše připsáno buď proto, že vzniklo za jeho vlády (podobně se připisovaly všechny vynálezy vládcům např. ve staré Číně), nebo proto, že učinil nějakou administrativní reformu, která rozšířila jeho užívání. Na trůně ho vystřídal jeho syn Saurmag.

## Odkaz
Farnavaz je dnes gruzínským národním hrdinou, zakladatel gruzínské státnosti. Jeho jména nesou ulice i školy, má řadu soch po celé zemi. Roku 2013 režisér Amiran Amiranašvili natočil výpravný životopisný film Farnavaz.